# Feng Bao 1

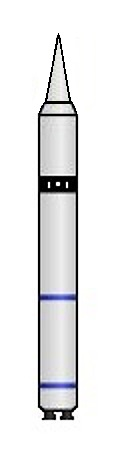
Feng Bao 1

Feng Bao 1, kurz FB-1, (chinesisch 風暴一號 / 风暴一号, Pinyin Fēngbào Yīhào – „Sturm 1“, nach der Redewendung 革命风暴, dt. etwa „Sturm der Revolution“) war eine frühe chinesische Trägerrakete. Sie wurde zwischen 1972 und 1981 verwendet.
Die Entwicklung der Feng Bao begann im Herbst 1969 beim 2. Büro für Maschinenbau und Elektrotechnik Shanghai (heute Shanghaier Akademie für Raumfahrttechnologie). Gleichzeitig wurde in Peking an der heutigen Akademie für Trägerraketentechnologie (CALT) aber auch an der Rakete Langer Marsch 2 gearbeitet, die 1974 ihren Erststart hatte und gegen die sich die FB-1 nicht durchsetzen konnte.

## Aufbau
Die FB-1 war eine zweistufige Flüssigtreibstoffrakete auf Grundlage der Interkontinentalrakete Dongfeng 5. Sie hatte eine Höhe von 33 m, einen Durchmesser von 3,35 m und eine Masse von 192 t.
|                     | Erste Stufe | Zweite Stufe            |
| ------------------- | ----------- | ----------------------- |
| Masse (brutto)      | 150 t       | 38,3 t                  |
| Triebwerke          | 4 × YF-20A  | 1 × YF-22 und 4 × YF-23 |
| Schub               | 3000 kN     | 761,9 kN                |
| Spezifischer Impuls | 289 s       | 295 s                   |
| Brenndauer          | 128 s       | 127 s                   |
| Treibstoff          | N2O4/UDMH   | N2O4/UDMH               |

## Betrieb
Der erste suborbitale Testflug erfolgte am 10. August 1972. Als Nutzlasten waren Aufklärungssatelliten vom Typ JSSW vorgesehen, die letzten beiden Starts erfolgten mit jeweils drei Forschungssatelliten.
Der zweite, erfolgreiche Start, am 19. September 1981 war das erste Mal, dass China mit einer Rakete mehrere Satelliten ins All beförderte.
Alle Starts fanden vom Startplatz LA-2B des Kosmodroms Jiuquan aus statt.
| Lfd. Nr. | Zeitpunkt (UTC)     | Seriennummer | Nutzlast                                         | COSPAR-Bezeichnung | Anmerkung                                                         |
| -------- | ------------------- | ------------ | ------------------------------------------------ | ------------------ | ----------------------------------------------------------------- |
| 1        | 10. Aug. 1972 00:32 | 701-02       | Shiyan Peizhong                                  | 1972-S281          | Suborbitaler Test von 200 km Höhe                                 |
| 2        | 18. Sep. 1973 12:12 | 701-03       | JSSW 1                                           | 1973-F07           | Fehlschlag                                                        |
| 3        | 12. Juli 1974 13:55 | 701-04       | JSSW 2                                           | 1974-F05           | Fehlschlag (Rakete verlor Stabilität und musste gesprengt werden) |
| 4        | 26. Juli 1975 13:30 | 701-05       | JSSW 3                                           | 1975-050           | Erfolg                                                            |
| 5        | 16. Dez. 1975 09:21 | 701-06       | JSSW 4                                           | 1975-119           | Erfolg                                                            |
| 6        | 30. Aug. 1976 11:45 | 701-07       | JSSW 5                                           | 1976-087           | Erfolg                                                            |
| 7        | 10. Nov. 1976 09:05 | 701-08       | JSSW 6                                           | 1976-F03           | Fehlschlag                                                        |
| 8        | 14. Sep. 1977 00:15 | 701(II)-01   | –                                                | 1977-S246          | Suborbitaler Test von 200 km Höhe                                 |
| 9        | 15. Apr. 1978 16:39 | 701(II)-02   | –                                                | 1978-S112          | Suborbitaler Test von 200 km Höhe                                 |
| 10       | 27. Juli 1979 21:28 | XCZ-1-02     | Shijian 2                                        | 1979-F02           | Fehlschlag (Versagen der zweiten Stufe)                           |
| 11       | 19. Sep. 1981 21:28 | XCZ-1-02     | SJ 2 / SJ 2A / SJ 2B (Drei Forschungssatelliten) | 1981-093           | Erfolg                                                            |

Quelle: Planet4589.org